# La Bastide-d'Engras
La Bastide-d'Engras è un comune francese di 219 abitanti situato nel dipartimento del Gard, nella regione dell'Occitania.

## Società

### Evoluzione demografica
Abitanti censiti